# Marco den Toom
Marco den Toom (né à Hilversum le 29 janvier 1978) est un musicien, organiste, compositeur, chef d'orchestre, chef de chœur et arrangeur néerlandais.

## Biographie
Marco den Toom était déjà fasciné par la polyvalence de l'orgue dans sa jeunesse. Parce que son père était amateur d'orgue, il a pu écouter de nombreux enregistrements de Piet van Egmond (nl) à l'orgue de la Prinsessekerk d'Amsterdam ce qui a suscité sa vocation. À l'âge de douze ans, il fait ses débuts d'organiste dans l'émission Jong Geleerd (Jeunes Talents) sur la chaîne de télévision Evangelische Omroep.

### Études
Il étudie l'orgue au Conservatoire d'Utrecht avec Herman van Vliet (nl), Charles de Wolff (nl), Klaas Jan Mulder et Jacques van Oortmerssen.

### Activité institutionnelle
Marco den Toom est successivement titulaire des orgues de l'église réformée de 's-Graveland, de l'Ichthuskerk de Soest, de l'Oude Kerk de Putten et chef de chœur de la chorale chrétienne « Jubilate Deo » de Woudenberg.
Depuis le 1er janvier 2017, il est titulaire des grandes orgues Van den Heuvel de la Nieuwe Kerk à Katwijk aan Zee.
Il est organiste accompagnateur permanent du chœur d'hommes « Door Eendracht Linked » de  Kampen, de la chorale « Vox Jubilans » de Waddinxveen, du chœur de garçons « Soli Deo Gloria » d'Urk et du chœur d'enfants « Jigdaljahu » de Barendrecht.
Il donne en outre des récitals d'orgue au Pays-Bas comme à l'étranger, il travaille comme accompagnateur et soliste à la radio, à la télévision. Enfin, il enregistre des DVD et des CD (voir discographie, ci-dessous).
En plus de l'exécution des œuvres, Den Toom improvise, transcrit des thèmes populaires et innove, par exemple dans des performances en duo avec le plasticien Gert van der Vijver (nl) qui crée avec du sable coloré.

## Distinctions
Lors de son concert de jubilé (25 ans de carrière) le 21 septembre 2019 au Royal Concertgebouw d'Amsterdam, il a été fait chevalier de l'Ordre d'Orange-Nassau : « Son talent et son engagement jouent un rôle essentiel pour la musique d'orgue chez nous comme à l'étranger.
En outre, depuis 2009, Marco den Toom est ambassadeur des orgues virtuels Hauptwerk pour les USA, l'Allemagne et les Pays-Bas.

## Compositions

- 'Jesus on Earth', oratorio pour chœur mixte (SATB), soliste, orchestre, orgue et piano (2007)
- 'Coral book with the Psalms' (pour orgue) (300 pages, 2011)
- Toccata Ruisseau pour Grand Orgue (2012)
- 'Jozef', oratorio pour chœur mixte (SATB), soliste, orchestre, orgue et piano (2015)
- Nombreuses mélodies, cantates chorales et arrangements de psaumes pour chœur (SATB et TTBB)
- Nombreux arrangements de choral pour orgue d'église

La plupart de ses œuvres a été publiée sous forme de partitions par l'éditeur de musique Con Passione. Cela contribue à faire connaître le chant choral protestant néerlandais et à vulgariser l'usage de l'orgue.

## Discographie
- Marco
- Le Voyage de ta vie
- Improvisations colorées
- Full Color (transcriptions pour orgue)
- Reprovisatie
- Interprétation virtuelle
- Fantaisies de choral
- Couleur symphonique (Saint-Eustache, Paris)
- Concert d'orgue du Bovenkerk Kampen
- Arrangements de choral avec passion
- Joseph (chœur)
- Jésus sur Terre (refrain)
- Symphonie de la grâce (orchestre)
- Sauveur (orchestre)

Il a également travaillé comme accompagnateur et/ou comme chef d'orchestre sur +/- 300 CD. Ses compositions et arrangements se retrouvent également sur de nombreux albums auxquels lui-même n'a pas coopéré.